# Marjan Kiep
Marjan Kiep is een Nederlands triatlete. Ze haalde viermaal een medaille tijdens het Nederlands kampioenschap triatlon op de lange afstand en finishte hiermee driemaal in de top drie overall tijdens de triatlon van Almere. In 1988 zette ze de snelste fietstijd van 5:36:40 neer.

## Erelijst

### triatlon
- 1985:  NK lange afstand in Almere (11:39:12)
- 1986:  NK lange afstand in Almere (11:55:06)
- 1986:  NK olympische afstand in Roermond (2:18.26)
- 1987:  NK lange afstand in Almere (11:28:23)
- 1988:  NK lange afstand in Almere (10:41:48)